# Phytoecia subannularis
Phytoecia subannularis är en skalbaggsart. Phytoecia subannularis ingår i släktet Phytoecia och familjen långhorningar.

## Underarter
Arten delas in i följande underarter:
- P. s. subannularis
- P. s. subannulipes